# Карруче Тран
Карруче Тран (англ. Karrueche Tran, нар. 17 травня 1988 в Лос-Анджелесі) — американська акторка афро-в’єтнамського походження, відома, в основному, своїми телевізійними ролями. Лауреатка двох премій Еммі.

## Життєпис
Карруче Тран отримала освіту в середній школі Бірмінгема в році 2006. Спершу вона працювала моделлю. Кар'єру акторки розпочала з малої ролі у серіалі «Затока» (англ. The Bay).

## Фільмографія
- «Джей та Мовчазний Боб: Перезавантаження» (2019)
- «Круті чуваки» (2016)

## Особисте життя
Зустрічалась з афроамериканським співаком К. Брауном, пізніше в Твіттер повідомила про розрив після того, як у нього народилася дитина від іншої жінки. У 2017 році суд Лос-Анджелеса (штат Каліфорнія) заборонив Крісу Брауну наближатися до Тран після того, як його звинуватили у побитті і погрозах у її сторону.